# Irmão do Jorel
Irmão do Jorel er en brasiliansk tegneserie, som blev sendt på Cartoon Network fra 22. september 2014.

## Karakterer
- Irmão do Jorel, (Stemme af: Andrei Duarte): en 8 år gammel dreng.

- Jorel, (Stemme af: Juliano Enrico): Irmão do Jorels storebror.

- Seu Edson, (Stemme af: César Marchetti): Irmão do Jorels far.

- Dona Danuza, (Stemme af: Tânia Gaidarji): Irmão do Jorels mor.

- Vovó Gigi, (Stemme af: Cecília Lemes): Irmão do Jorels bedstemor.

- Vovó Juju, (Stemme af: Melissa Garcia): Irmão do Jorels uskyldig bedstemor.

- Nico, (Stemme af: Hugo Picchi Neto): storebror til Irmão do Jorel og Jorel.
- Lara, (Stemme af: Melissa Garcia): Irmão do Jorel bedste veninde.